# Служу Радянському Союзу! (фільм)
«Служу Радянському Союзу!» (рос. Служу Советскому Союзу!) — російський телефільм 2012 р., знятий режисером Олександром Устюговим за романом Леоніда Менакера «Обід з дияволом».

## Сюжет
У центрі сюжету — дії радянських в'язнів і керівників виправно-трудового табору при зіткненні з німцями в липні 1941 року. При появі в околицях табору німецького десанту начальник табору, побоюючись нерівного бою, віддає наказ підлеглим приховано покинути його територію. Вранці ув'язнені, поставлені перед вибором, приймають рішення дати відсіч. Німці входять у табір, в якому вивішені білі прапори, не підозрюючи, що зеки розкрили арсенал. У ході швидкоплинного бою німці знищені, але що робити далі? Із знайдених документів стає ясно, що завдання десанту — захопити бухту і підготувати плацдарм для боротьби з конвоями союзників, що готують поставки за ленд-лізом. Об'єднані сили «урок» і «політичних» висуваються в бухту і знищують рештки німецького десанту, про що доповідають по телефону начальнику управління Мурманського НКВС. Той оголошує подяку, однак вранці у табір входять сили НКВС і знищують усіх. За «проявлену при знищенні німців сміливість» начальник табору ОЛП-19 старший лейтенант Маліванов представлений до ордена.

## Ролі
- Максим Аверін — Михайло Донцов
- Нонна Гришаєва — Таїсія Мещерська
- Юрій Іцков — «Одеса», пахан
- Кирило Жандаров — Маліванов, начальник табору
- Рудольф Кульд — Сільванський
- Віталій Тімашков — Юрочка
- Олег Гаркуша — Чуб
- Дмитро Поднозов — Хабалов
- Геннадій Смирнов — Тіманов
- Сергій Уманов — Шістка
- Олег Алмазов — Кульков
- Олексій Звєрєв — Берія

## Скандал
Фільм став об'єктом великого скандалу в Інтернеті і Громадській палаті: вихід картини був запланований на 22 червня, до річниці початку німеьцко-радянської війни, але став доступний для перегляду в інтернеті ще до телепрем'єри. 19 червня 2012 р. Міністерство культури Російської Федерації опублікувало тексти звернень громадян із закликами не допустити демонстрації фільму, невдоволені висловили претензії тим, що, на їх думку, в картині акцентується ненависть до радянської влади, а не подвиг народу.
За словами міністра культури РФ Володимира Мединського, на його особисту пошту прийшло більше двох тисяч звернень, після чого він направив генеральному директору НТВ, Володимиру Кулістікову, лист із закликом відмовитися від показу фільму. Незважаючи на це, фільм був залишений в програмі каналу.